# Rutidosis
Rutidosis es un género de plantas con flores perteneciente a la familia de las asteráceas. Comprende 19 especies descritas y de estas, solo 9 aceptadas. El género es originalmente endémico de Australia y se ha  difundido, probablemente introducido, en zonas vecinas de Australasia.

## Taxonomía
El género fue descrito por Augustin Pyrame de Candolle   y publicado en Prodromus Systematis Naturalis Regni Vegetabilis 6: 158. 1837[1838].

## Secciones
El género se ha sub-dividido en 4 secciones:
- Rutidosis sect. Acomis F.Muell., Frag. Phytog. Australiae, 2, 1861
- Rutidosis sect. Blepharopholis F.Muell., Trans. Proc. Vict. Inst. Adv. Sc., 1855
- Rutidosis sect. Eurutidosis F.Muell., Frag.Phytog. Australiae, 1, 1858
- Rutidosis sect. Rutidosis  DC., Trans. Proc. Vict. Inst. Adv. Sc., 1855

## Especies
A continuación se brinda un listado de las especies del género Rutidosis aceptadas hasta agosto de 2012, ordenadas alfabéticamente. Para cada una se indica el nombre binomial seguido del autor, abreviado según las convenciones y usos.
- Rutidosis crispata A.E.Holland
- Rutidosis glandulosa A.E.Holland
- Rutidosis helichrysoides DC.
- Rutidosis heterogama Philipson
- Rutidosis lanata A.E.Holland
- Rutidosis leiolepis F.Muell.
- Rutidosis leptorhynchoides F.Muell.
- Rutidosis leucantha F.Muell.
- Rutidosis murchisonii F.Muell.